# Xã Rootstown, Quận Portage, Ohio
Xã Rootstown (tiếng Anh: Rootstown Township) là một xã thuộc quận Portage, tiểu bang Ohio, Hoa Kỳ. Năm 2010, dân số của xã này là 8.225 người.